# Bertran del Pojet
|  | No s'ha de confondre amb Bertrand du Pouget. |

Bertran del Pojet (o Poget o Puget) (fl....1222...) fou un trobador occità.

## Vida
Es conserva una vida que ens informa que era castellà de Teunès, a Provença, i que era un cavaller generós i bon guerrer. I que feu bones cançons i sirventesos.
En realitat, se'n conserva només una tençó i un sirventès. Sembla que el trobador podria ser originari de Lo Puget Tenier; el castell de Teunès podria ser prop de Toló.

## Obra

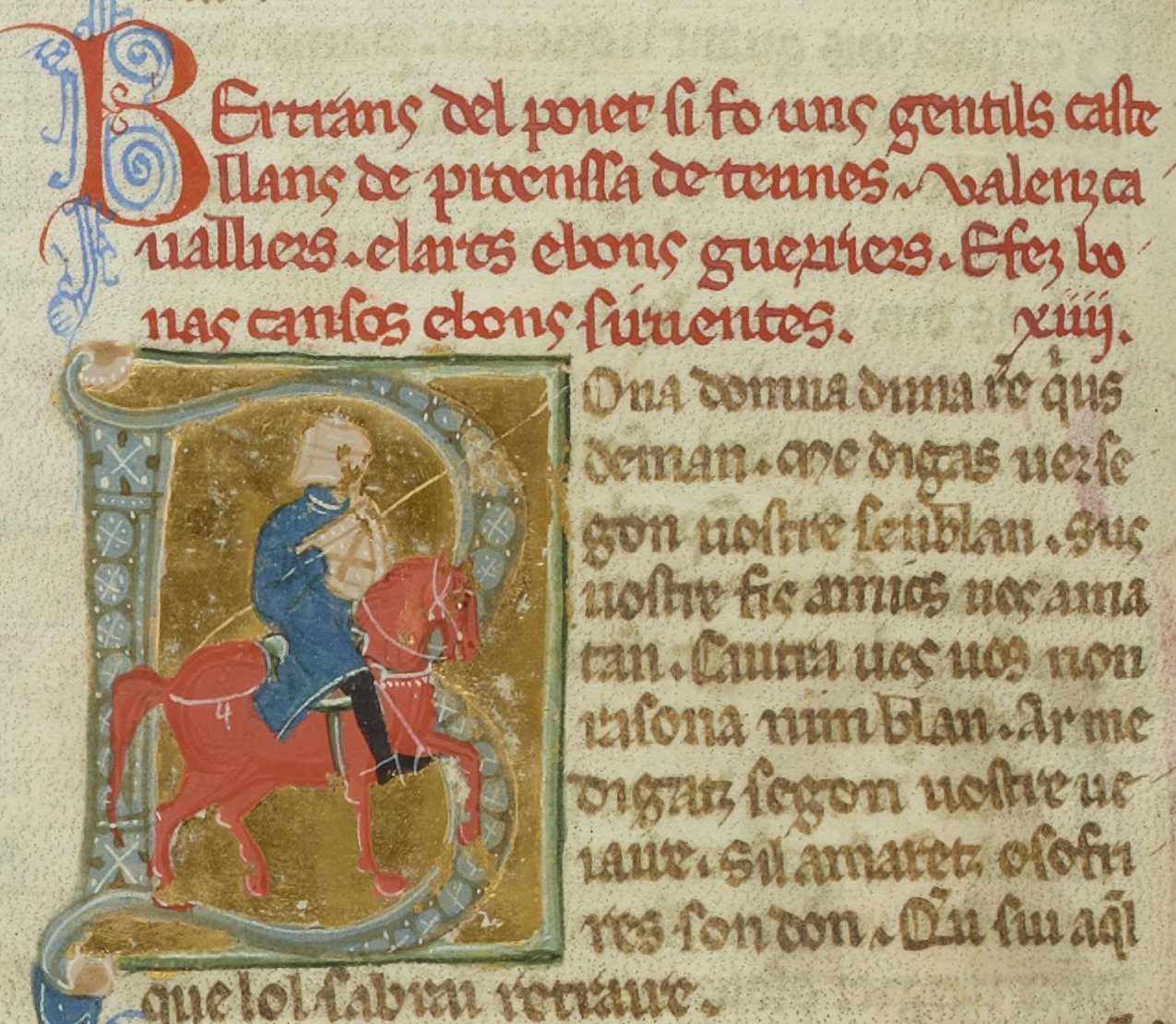
BnF ms. 854 fol. 122v; cançoner I

- (87,1)[2] Bona dona, d'una re que us deman (tençó, potser fictícia, amb una dama. Si no és fictícia, la trobairitz amb qui fa la tensó no ha estat identificada)
- (87,2) De sirventes aurai ganren perdutz (sirventès)

### Repertoris
- Alfred Pillet / Henry Carstens, Bibliographie der Troubadours von Dr. Alfred Pillet […] ergänzt, weitergeführt und herausgegeben von Dr. Henry Carstens. Halle : Niemeyer, 1933 [Bertran del Pojet és el número PC 87]
- Guido Favati (editor), Le biografie trovadoriche, testi provenzali dei secc. XIII e XIV, Bologna, Palmaverde, 1961, pàg. 348
- Martí de Riquer, Vidas y retratos de trovadores. Textos y miniaturas del siglo XIII, Barcelona, Círculo de Lectores, 1995 p. 278-280 [Reproducció de la vida, amb traducció a l'espanyol, i miniatures dels cançoners I i K]